# Smile (singel Avril Lavigne)
"Smile" – drugi singiel kanadyjskiej piosenkarki Avril Lavigne z jej czwartego albumu Goodbye Lullaby. Piosenkę napisali Avril Lavigne, Max Martin i Shellback, a wyprodukowana została przez Martina i Shellbacka. "Smile" został wydany 28 kwietnia 2011r.

## Tło
Lavigne zapytała swoich fanów na Twitterze, który z utworów z albumu Goodbye Lullaby ma zostać następnym singlem. Do wyboru były utwory "Push" i "Smile". Lavigne ogłosiła, że "Smile" będzie drugim singlem z płyty. Wytwórnia płytowa piosenkarki (RCA) zadecydowała, że wyśle "Smile" do polskich stacji radiowych w kwietniu, a także do stacji radiowych USA, Kanady, Nowej Zelandii, Azji i Wielkiej Brytanii. 21 kwietnia 2011 artystka wkleiła na swoją stronę na twitterze, zdjęcia z planu teledysku do piosenki. Oficjalna premiera klipu odbyła się 16 maja 2011.

## Lista utworów
Digital download
1. "Smile" - 3:29

## Pozycje na listach
| Lista przebojów (2011) | Najwyższa pozycja |
| ---------------------- | ----------------- |
| Nowa Zelandia (RIANZ)  | 33                |